# Aaron Carter
Aaron Charles Carter (7. prosince 1987 Tampa, Florida, USA – 5. listopadu 2022 Lancaster, Kalifornie) byl americký rapper, zpěvák, skladatel, herec, tanečník a producent. 
Nejprve se proslavil jako popový a hip hopový zpěvák na konci 90. let a díky svým čtyřem studiovým albům se v prvních letech 21. století prosadil jako hvězda mezi pubertálním a dospívajícím publikem. Carter začal svou hereckou kariéru ve věku sedmi let, jako hlavní zpěvák Dead End, místní kapely, jejíž členové se setkali na škole, kterou navštěvovali v Tampě. Po dvou letech opustil kapelu, protože se ostatní členové zajímali o alternativní rock, zatímco Carter se zajímal o pop. Jeho rodina pocházela z New Yorku, kde se narodil jeho starší bratr Nick z chlapecké skupiny Backstreet Boys. Carter a jeho sourozenci si zahráli v reality show House of Carters, která probíhala od října až do listopadu 2006.

## Vybraná diskografie

### Studiová alba
- Aaron Carter (1997)
- Aaron's Party (Come Get It) (2000)
- Oh Aaron (2001)
- Another Earthquake! (2002)
- Love (2018)